# Максим (архімандрит Печерський)
Максим Печерський (д/н — після 1335) — церковний діяч часів князівства Київського.

## Життєпис
Походження невідомо. Ймовірно, наприкінці 1320-х або на початку 1330-х років став архімандритом Києво-печерського монастиря. Діяв за часи правління київського князя Федір-Гліба Івановича.
Єдина достеменна згадка відноситься до 133? року, коли після втрати посади єпископом Павлом, Максим став одним з кандидатів на очільника Чернігівсько-Брянської єпархії. Проте ймовірно не здобув успіху, незважаючи на близькі стосунки з правлячим родом Ольговичів. Подальша доля невідома.